# Светлогорский сельсовет (Нижегородская область)
Светлогорский сельсовет — сельское поселение в составе Шатковского района Нижегородской области.
Административный центр — посёлок Светлогорск.

## История
Сельское поселение Светлогорский сельсовет образовано Законом Нижегородской области от 11 августа 2009 года № 116-З в результате объединения  сельских поселений Елховский сельсовет и Пановский сельсовет.

## Население
| 2002  | 2010  | 2012  | 2013  | 2014  | 2015  | 2016  |
| ----- | ----- | ----- | ----- | ----- | ----- | ----- |
| 2430  | ↘2312 | ↘2289 | ↘2264 | ↗2267 | ↘2206 | ↘2152 |
| 2017  | 2018  | 2019  | 2020  | 2021  |       |       |
| ↘2071 | ↘2024 | ↘1976 | ↘1911 | ↗2017 |       |       |

## Состав сельского поселения
| №  | Населённый пункт  | Тип населённого пункта          | Население |
| -- | ----------------- | ------------------------------- | --------- |
| 1  | Гаврилово         | деревня                         | ↘12       |
| 2  | Елховка           | село                            | ↘326      |
| 3  | Знаменский        | посёлок                         | ↘24       |
| 4  | Измайлово         | село                            | ↘0        |
| 5  | Луканово          | село                            | ↗17       |
| 6  | Паново            | село                            | ↘668      |
| 7  | Ратманово         | деревня                         | ↘66       |
| 8  | Светлогорск       | посёлок, административный центр | ↘1048     |
| 9  | Тоузаково         | село                            | →0        |
| 10 | Хиринские Выселки | посёлок                         | ↗25       |
| 11 | Чистое Поле       | посёлок                         | ↘126      |